# Musbah bint Nasser
Musbah bint Nasser, född 1884, död 1961, var Jordanien drottning 1946-1951, gift med kung Abdullah I av Jordanien. Hon var Jordaniens första drottning.